# Onegai twins
Onegai twins är en japansk mangaserie som hade premiär den 15 juli 2003.

## Handling
Serien som handlar om en pojke och två flickor som alla har ett likadant foto på två tvillingar. Fotot är från deras barndom. De åker till huset som finns på fotot där Kamishiro Maiku, pojken, bor. Där ska de reda ut vem som är tvilling med honom.

## Karaktärernas utseende
Alla tre personerna har samma ögonfärg. Miyafuji Miina, en av flickorna, har orange hårfärg. Den andra flickan, Onodera Karen, har grön hårfärg. Kamishiro Maiku har blå hårfärg.